# Harry Potter i Książę Półkrwi (powieść)
Harry Potter i Książę Półkrwi (ang. Harry Potter and the Half-Blood Prince) – powieść brytyjskiej pisarki J.K. Rowling, 6. część losów młodego czarodzieja – Harry’ego Pottera. Książka została wydana 16 lipca 2005 (wersja angielska) i 28 stycznia 2006 (wersja polska). Premiera ekranizacji tomu w polskich kinach odbyła się 24 lipca 2009 roku.

## Fabuła
Po śmierci Syriusza Blacka – ojca chrzestnego Harry'ego – oraz zwycięstwie Harry’ego nad Lordem Voldemortem w Ministerstwie Magii zaczęły się wakacje. Chłopiec otrzymał pieniężny spadek i dom po Syriuszu.
Natomiast szósty rok nauki Harry’ego w Hogwarcie zaczął się przyjemniej niż poprzednie. Harry otrzymał uznanie za dzielną obronę przed szyderczymi i prymitywnymi atakami pozbawionego racji Ministerstwa Magii. Korneliusz Knot – dotychczasowa głowa instytucji – zapłacił za to utratą stanowiska. Synowi Lily i Jamesa przyznano z kolei nieoficjalny tytuł Wybrańca, czyli kogoś wybranego przez los, by zniszczyć Lorda Voldemorta.
Albus Dumbledore wiedział, jakie będzie jego własne przeznaczenie. Dlatego postanowił przekazać swemu ulubionemu uczniowi wszystkie informacje o przeszłości czarnoksiężnika z czasów, gdy ten był jeszcze Tomem Marvolo Riddle. Harry dowiedział się o horkruksach. Były to magiczne przedmioty, w których, dzięki morderstwu, można było zamknąć część swojej duszy. 
Przy okazji życie prywatne nastolatka zmieniło się. Ron zaczął chodzić z Lavender Brown, a zazdrosna Hermiona bardzo ciężko to zniosła. Także Harry nawiązał silną więź z Ginny – siostrą Rona, za jego zgodą.
Za to Voldemort, po niepowodzeniu misji dowodzonej przez Lucjusza Malfoya w Ministerstwie Magii i aresztowaniu go, zlecił młodemu Draconowi zamordowanie Dumbledore’a.

## Ważniejsze nowe postacie
- Horacy Slughorn
- Rufus Scrimgeour
- Inferiusy

## Rozdziały
Powieść składa się z następujących rozdziałów:

1. Ten inny minister (The Other Minister)
2. Spinner's End (Spinner's End)
3. Kto chce, a kto nie chce (Will and Won't)
4. Horacy Slughorn (Horace Slughorn)
5. Za dużo Flegmy (An Excess of Phlegm)
6. Samotna przechadzka Dracona (Draco's Detour)
7. Klub Ślimaka (The Slug Club)
8. Snape triumfuje (Snape Victorious)
9. Książę Półkrwi (The Half-Blood Prince)
10. Ród Gaunta (The House of Gaunt)
11. Pomocna dłoń Hermiony (Hermione's Helping Hand)
12. Srebro i opale (Silver and Opals)
13. Samotny i skryty Tom Riddle (The Secret Riddle)
14. Felix Felicis (Felix Felicis)
15. Przysięga wieczysta (The Unbreakable Vow)
16. Bardzo mroźne Boże Narodzenie (A Very Frosty Christmas)
17. Dziury w pamięci (A Sluggish Memory)
18. Urodzinowe niespodzianki (Birthday Surprises)
19. Skrzacie ogony (Elf Tails)
20. Prośba Lorda Voldemorta (Lord Voldemort's Request)
21. Tajemny pokój (The Unknowable Room)
22. Po pogrzebie (After the Burial)
23. Horkruksy (Horcruxes)
24. Sectumsempra (Sectumsempra)
25. Podsłuchana przepowiednia (The Seer Overheard)
26. Jaskinia (The Cave)
27. Wieża rozjarzona błyskawicami (The Lightning-Struck Tower)
28. Ucieczka Księcia (Flight of the Prince)
29. Lament feniksa (The Phoenix Lament)
30. Biały grobowiec (The White Tomb)

## Informacje wydawnicze
- tłumaczenie: Andrzej Polkowski
- data pierwszego wydania w Polsce: 2006
- liczba stron: 704
- dostępne w oprawie miękkiej i twardej
- ISBN 978-83-7278-168-0